# Bradford R. Wood
Bradford Ripley Wood (* 3. September 1800 in Westport, Connecticut; † 26. September 1889 in Albany, New York) war ein US-amerikanischer Jurist und Politiker. Zwischen 1845 und 1847 vertrat er den Bundesstaat New York im US-Repräsentantenhaus.

## Werdegang
Bradford Ripley Wood besuchte Gemeinschaftsschulen und graduierte 1824 am Union College in Schenectady. Danach war er als Lehrer tätig und hielt Vorträge. Er studierte Jura an der Litchfield Law School (Connecticut). Seine Zulassung als Anwalt erhielt er 1827 und begann dann in Albany zu praktizieren. Am 29. Mai 1827 wurde er Solicitor am New York Court of Chancery und stieg am 6. Juni 1830 zum Chancellor am selben Gericht auf. Er war 1835 Counselor am New York Supreme Court und 1845 am United States Supreme Court. 1844 saß er im Board of Supervisors des Albany County.
Politisch gehörte er der Demokratischen Partei an. Bei den Kongresswahlen des Jahres 1844 für den 29. Kongress wurde er im 13. Wahlbezirk von New York in das US-Repräsentantenhaus in Washington, D.C. gewählt, wo er am 4. März 1845 die Nachfolge von Daniel D. Barnard antrat. Im Jahr 1846 erlitt er bei seiner Wiederwahlkandidatur eine Niederlage und schied nach dem 3. März 1847 aus dem Kongress aus.
1851 war er Präsident der Young Men’s Temperance Society. Wood fungierte als Trustee am Union College, Williams College und der Albany Law School. Er war Vizepräsident der Albany Medical College. 1856 gehörte er zu den Gründern der Republikanischen Partei in New York. Er war Vizepräsident der American Home Missionary Society und Gründer der First Congregational Church in Albany. Präsident Abraham Lincoln ernannte ihn am 22. März 1861 als Nachfolger von James M. Buchanan zum Gesandten (United States Minister) in Dänemark – eine Stellung, die er bis zum 15. November 1865 innehatte. Wood verstarb am 26. September 1889 in Albany und wurde dann auf dem Albany Rural Cemetery beigesetzt.